# 7e Bureau politique du Parti communiste chinois

Le 7e Bureau politique du Parti communiste chinois est l'organe dirigeant principal du Parti communiste chinois, élu par le Comité central du Parti, lui-même élu par le 7e congrès national du Parti, le 19 juin 1945 Il est remplacé par le 8e Bureau politique en septembre 1956. Le secrétaire général du Parti est alors Mao Zedong.

## Membres
Les membres du bureau politique sont les suivants :
Par ordre de préséance
1. Mao Zedong
2. Zhu De
3. Liu Shaoqi
4. Zhou Enlai
5. Ren Bishi
6. Chen Yun
7. Kang Sheng
8. Gao Gang mis en accusation en 1953, il se suicide en août 1954[4].
9. Peng Zhen
10. Dong Biwu
11. Lin Boqu
12. Zhang Wentian
13. Peng Dehuai